# Abtei Reading

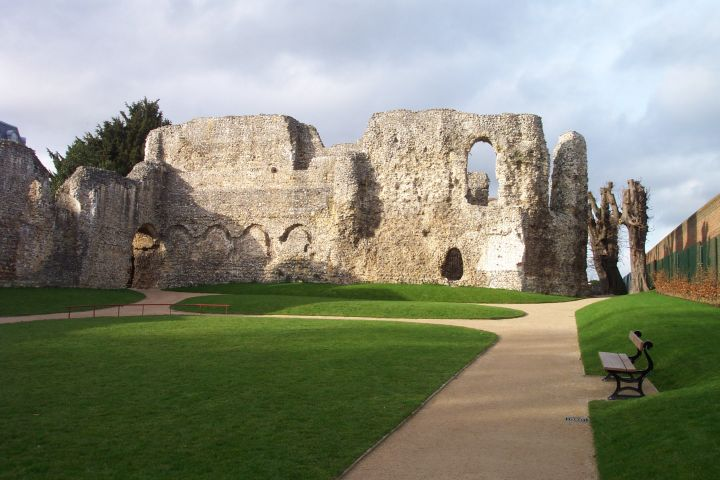
Abtei Reading, Mauerreste

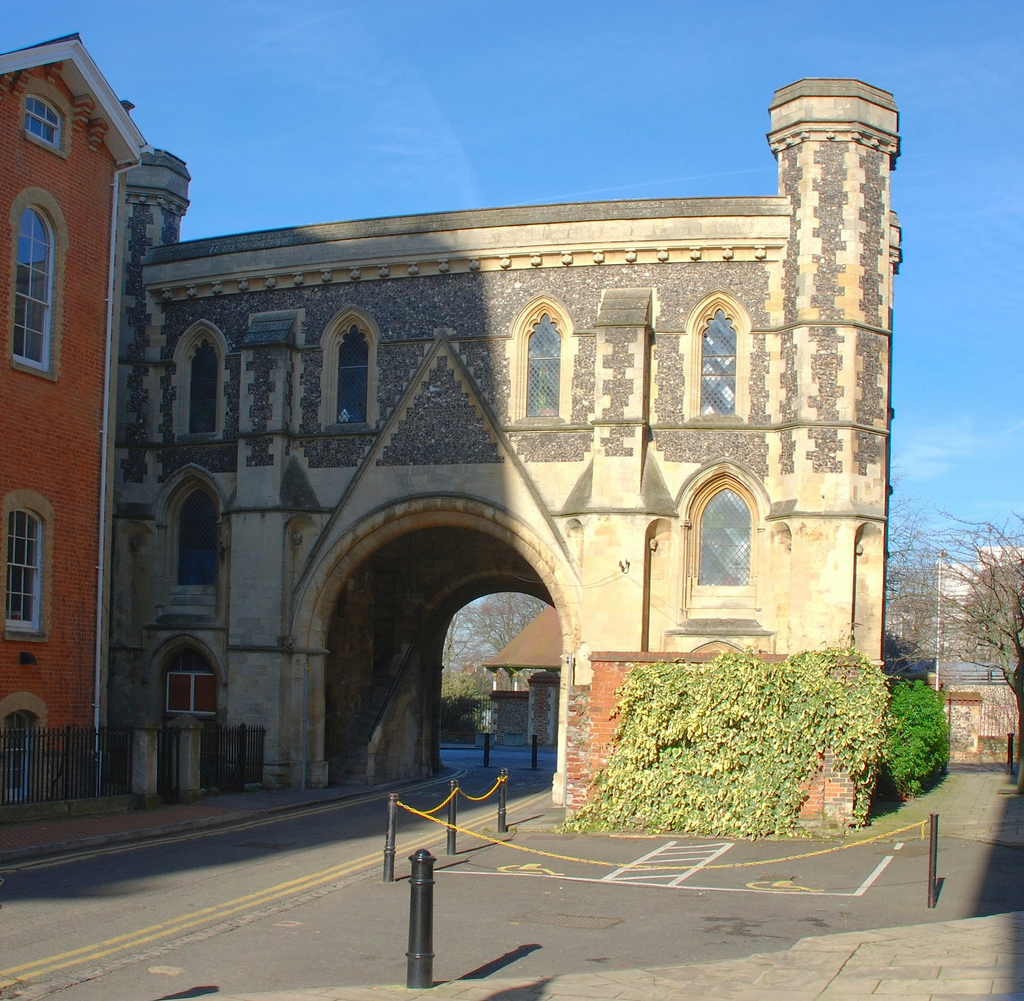
Historistisch rekonstruiertes Torhaus (Gateway)

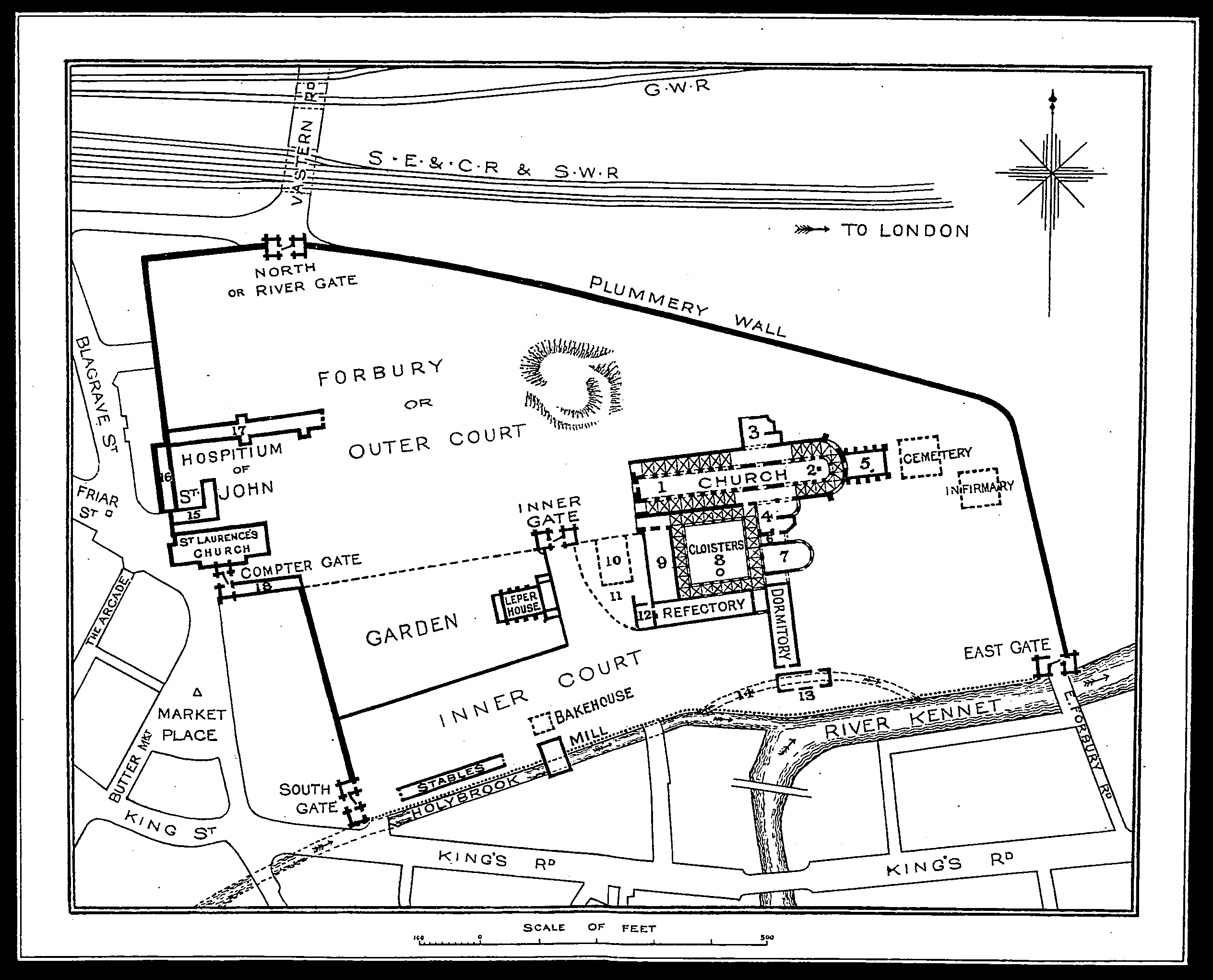
Plan der Abtei vor ihrer Zerstörung

Die Abtei Reading (engl. Reading Abbey) war eine Benediktiner-Abtei in Reading, England. Sie wurde 1121 von Heinrich I. gegründet und 1539 von Heinrich VIII. aufgehoben. In ihrer Blütezeit gehörte sie zu den bedeutendsten Abteien Englands und Europas. Von den Gebäuden sind nur Reste vorhanden.

## Geschichte

### Benediktiner
König Heinrich I. stiftete die Abtei 1121 und stattete sie mit umfangreichem Grundbesitz aus. Er starb am 1. Dezember 1135 in der Normandie und wurde am 3. Januar 1136 in Reading vor dem Hochaltar der noch unvollendeten Abteikirche beigesetzt. Die feierliche Kirchweihe auf das Patrozinium St. Maria und Johannes vollzog der Erzbischof von Canterbury Thomas Becket am 19. April 1164 im Beisein Heinrichs II. und des hohen Adels.
Die Bauarbeiten wurden erst 1314 mit der Errichtung der Lady Chapel östlich des Chores abgeschlossen. Zu diesem Zeitpunkt war die Abteikirche die viertgrößte Kirche Großbritanniens.
Die Abtei Reading war, außer einem Ort des Gebets und der Heimat eines großen Konvents, Schauplatz zahlreicher königlicher Hochzeits- und Trauerfeiern und Grablege für die Königsfamilie und den Adel. Hier fanden Versammlungen des Hofs und des Parlaments statt. Tausende von Pilgern aus England und darüber hinaus suchten hier Heilung und Stärkung. Die Stadt Reading entstand rund um die Abtei und unterstand ihrer Herrschaft; ihre Entwicklung wurde wesentlich von den Äbten gefördert.
Im Zuge der englischen Reformation hob Heinrich VIII. alle Klöster auf und konfiszierte ihren Besitz. Das traf 1539 auch die Abtei Reading. Der Abt Hugh Faringdon widersetzte sich der königlichen Anordnung und wurde hingerichtet. Der Konvent zerstreute sich.

### Nachnutzung
Nach der Aufhebung der Abtei wurden die Konventsgebäude zu einem königlichen Schloss umgebaut. Vor allem Elisabeth I. hielt sich häufig hier auf und veranlasste weitere Ausbaumaßnahmen.
Im englischen Bürgerkrieg (1642–1649) war Reading eine Festung der Royalisten und heftig umkämpft, wechselte mehrmals den Besitzer und erlitt schwere Zerstörungen.
Nach dem Bürgerkrieg bemächtigten sich Privatleute der Anlage. Im Kapitelhaus wurde eine Schule eingerichtet, an der Klostermauer entstanden Wohnhäuser. Das übrige Mauerwerk diente vielfach als Steinbruch. Im Norden des Geländes wurde 1837 die katholische Kirche St. James nach Plänen von A. W. N. Pugin in stilistischer Anlehnung an die Romanik der Abtei erbaut.

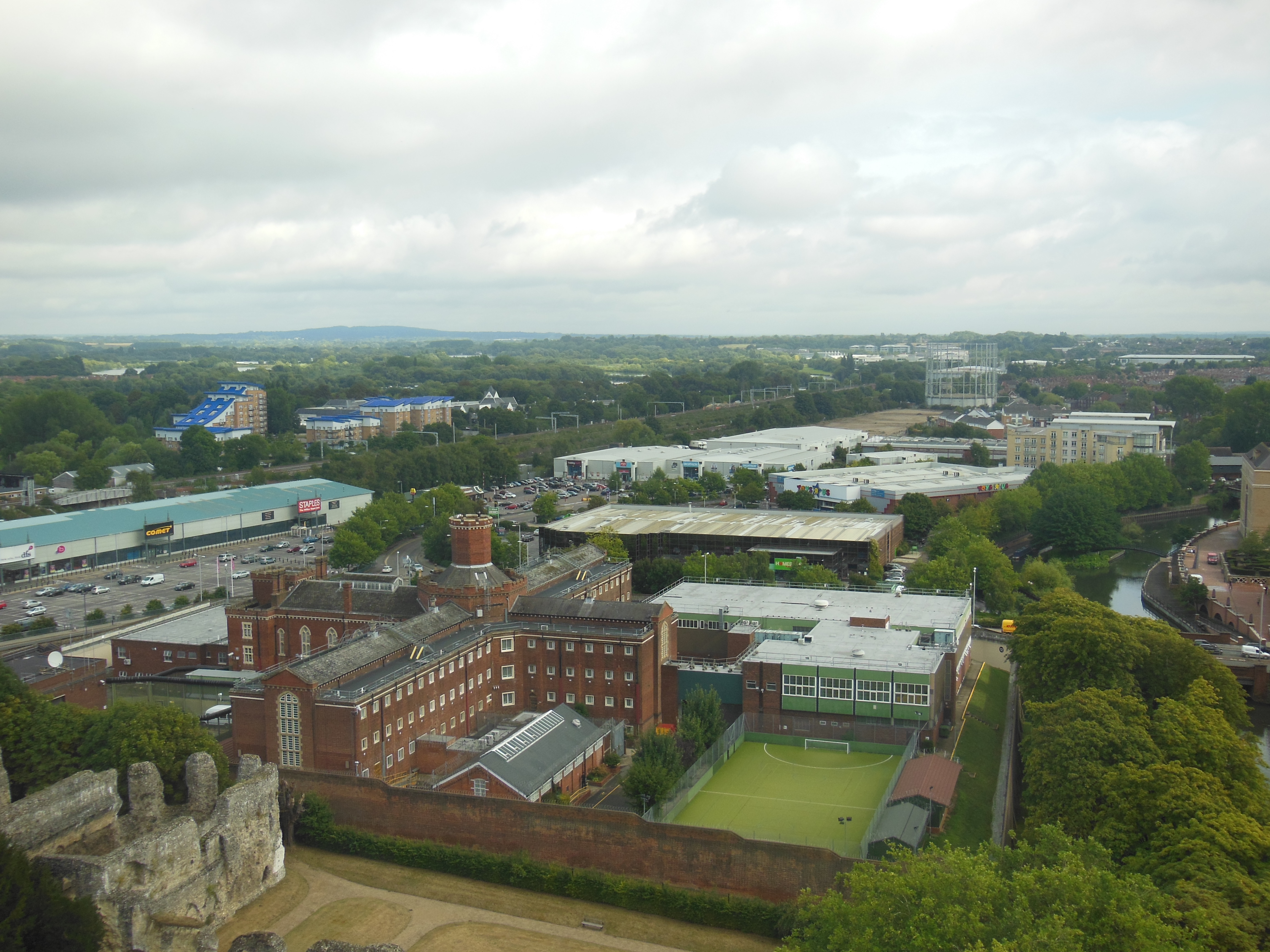
Gefängnis Reading neben den Ruinen der Abtei

1786 wurde auf dem Abteigelände ein Gefängnis gebaut. Ihm fielen die Apsis der Kirche und die Lady Chapel zum Opfer. Das kreuzförmige Gefängnisgebäude mit Zentralturm entstand 1844. Es diente bis 2013 seiner Ursprungsbestimmung.
Das Torhaus blieb als einziges Gebäude ununterbrochen in Gebrauch. 1861 stürzte es bei einem Unwetter ein und wurde danach von George Gilbert Scott im Zeitgeschmack wiederaufgebaut.
2009 musste das Ruinenensemble wegen Einsturzgefahr für die Öffentlichkeit gesperrt werden. Ein Denkmalskonzept für das Abbey Quarter wurde entwickelt. Nach aufwendigen Sicherungs- und Restaurierungsarbeiten erfolgte am 16. Juni 2018 die Wiedereröffnung.